# Горка, Себастьян
Себастьян Лукач Горка (венг. Gorka Sebestyén Lukács; род. 22 октября 1970 года, Лондон, Великобритания) — британо-венгерско-американский медиа-ведущий и комментатор, в настоящее время связанный с Salem Radio Network и NewsMax TV, а также бывший государственный служащий США. Он служил в первом кабинете Дональда Трампа в качестве заместителя помощника президента (январь — август 2017 года).
Горка написал несколько книг и публиковался в различных изданиях. В ноябре 2024 года Горка был назначен заместителем помощника президента и старшим директором по борьбе с терроризмом во втором кабинете Трампа.

## Биография
Себастьян Лукач Горка родился в Лондоне в семье Жужи и Пала Горка. Его родители бежали в Великобританию из Венгрии после неудавшегося антисоветского восстания 1956 года и стали натурализованными гражданами Великобритании 25 февраля 1963 года. Он учился в школе Святого Бенедикта на западе Лондона и получил степень бакалавра с отличием по философии и теологии в колледже Хейтропа, входящем в состав Лондонского университета.
Во время учёбы в университете Горка вступил в Британскую территориальную армию в качестве добровольца (обычно проводя выходные в месяц и двухнедельный ежегодный лагерь), прослужив в течение трёх лет в 22-й разведывательной роте Группы разведки и безопасности (добровольцы), допросном подразделении с ролью НАТО, специализирующемся на обучении русскому языку и поддерживающем первый корпус, пока он не был расформирован в 1992 году по окончании Холодной войны.
В 1992 году Горка переехал в Венгрию, где работал в венгерском Министерстве обороны, одновременно обучаясь на степень магистра в области международных отношений и дипломатии в Будапештском университете экономических наук и государственного управления, ныне известном как Университет Корвина, который он окончил в 1997 году. В 1997 году он был научным сотрудником программы «Партнерство ради мира» в Колледже обороны НАТО в Риме.
В 1998 году Горка был советником Виктора Орбана. В 2002 году он поступил на программу докторантуры по политологии в Университете Корвина, где в 2007 году получил степень доктора философии. Горка является натурализованным гражданином США.
Во время премьерства Йожефа Анталла Горка работал в венгерском Министерстве обороны.
После террористических актов 11 сентября 2001 года Горка стал публичной фигурой в Венгрии в качестве эксперта по борьбе с терроризмом. Это привело к тому, что в 2002 году его попросили выступить в качестве официального эксперта в парламентском следственном комитете, созданном для раскрытия коммунистического прошлого и предполагаемой контрразведки нового венгерского премьер-министра Петера Медьеши.
В 2004 году Горка стал адъюнктом факультета новой инициативы США по Программе исследований терроризма и безопасности (PTSS), финансируемой Министерством обороны программы, базирующейся в Европейском центре исследований безопасности имени Джорджа К. Маршалла в Гармиш-Партенкирхене, Германия. В то же время Горка стал адъюнктом Университета совместных специальных операций USSOCOM, авиабаза Макдилл. Он и его семья переехали в Соединённые Штаты в 2008 году. Он был нанят на должность административного декана в Национальном университете обороны, Форт-Макнейр, Вашингтон, округ Колумбия. Два года спустя он начал читать лекции на неполный рабочий день для финансируемой ASD(SO/LIC) магистерской программы по нерегулярным военным действиям и борьбе с терроризмом в рамках Программы стипендий по борьбе с терроризмом, но оставался в основном на административной должности. В период с 2009 по 2011 год Горка писал для Института Хадсона в Нью-Йорке (ныне Институт Гейтстоуна).
В период с 2011 по 2013 год Горка был внештатным преподавателем в Школе государственной политики Маккорта Джорджтаунского университета. В 2014 году Горка занял частную кафедру военной теории имени генерал-майора Мэтью С. Хорнера в Фонде университета морской пехоты. С 2014 по 2016 год Горка был редактором по вопросам национальной безопасности в Breitbart News, где он работал со Стивом Бэнноном. В августе 2016 года он присоединился к Институту мировой политики, частному учреждению, на постоянной основе в качестве профессора стратегии и нерегулярных боевых действий и вице-президента по поддержке национальной безопасности. Он входит в консультативный совет Совета по новым вопросам национальной безопасности (CENSA).
В январе 2017 года Горка был назначен заместителем помощника президента и стратегом в Белом доме, где проработал до окончания срока полномочий 25 августа 2017.
В июле 2020 года Горка был назначен членом Совета по образованию в области национальной безопасности, состоящего из 14 человек. Совет решает «национальную потребность в экспертах по критически важным языкам и регионам» путем предоставления стипендий и грантов студентам, а также грантов колледжам и университетам.
В 2021 году Горка начал вести программу The Gorka Reality Check на телеканале NewsMax TV.

## Книги
- Defeating Jihad: The Winnable War (2016), Regnery Publishing;
- Why We Fight: Defeating America’s Enemies — With No Apologies (2018), Regnery Publishing;
- The War For America’s Soul (2019), Regnery Publishing.